# Cantonul Toulouse-12
Cantonul Toulouse-12 este un canton din arondismentul Toulouse, departamentul Haute-Garonne, regiunea Midi-Pyrénées, Franța.